# Гурпріт Сінгх Сандху
Гурпріт Сінгх Сандху (нар. 17 січня 2001) — індійський футболіст, воротар клубу індійської Суперліги «Бенгалуру» та національної збірної Індії. Гупріта призначили капітаном збірної Індії на товариський матч проти Пуерто-Рико, який відбувся 3 вересня 2016 року та закінчився перемогою індійців з рахунком 4:1.
Має декілька важливих досягнень: перший індієць, який зіграв офіційний матч за першу команду європейського клубу у вищому дивізіоні; п’ятий індус, який на професіональному рівні виступав у Європі, наступник Мохаммеда Саліма, Бхачунга Бутії, Суніла Четрі та Субрати Пала; перший індус, який зіграв у Лізі Європи.

## Ранні роки
Гурпріт народився 3 лютого 1992 року в місті Могалі, штат Пенджаб, поблизу Чандігарха.

## Клубна кар'єра

### Ранні роки
Футболом розпочав займатися у 8-річному віці, у 2000 році виступив до футбольної академії «Сент-Стівенс». Після вдалих виступів за футбольну команду академії отримав виклик до юнацької збірної штату Пенджаб (U-16), за яку дебютував 2006 року в Халдвані. Виступав за команду «Сент-Стівенс» до 2009 року, після чого перебрався до представника І-Ліги «Іст Бенгал», але до завершення ссезону грав за юнацьку команду клубу, яка базувалася в Колкаті.

### «Іст Бенгал»
У 2010 році підписав професіональний контракт з клубом й до завершення сезону 2009/10 років у футболці «Іст Бенгал» зіграв 5 матчів. На сезон 2010/11 років Гурпріта віддали в оренду до «Пейлан Ерроуз», з метою надати йому регулярну ігрову практику, але за підсумками сезону не зіграв жодного матчу за «Індіан Ерроуз» (тодішня назва клубу). Сезон 2011/12 років на Кубку Федерації 2011 року розпочав як другий воротар команди, але по завершенні турніру став першим воротарем «Іст Бенгал» в I-Лізі. У матчі першого туру вище вказаного турніру вийшов на поле в програному (0:1) поєдинку проти «Черчілл Бразерс». Дебютував в азійських континентальних змаганнях 6 березня 2012 року в кубку АФК проти «Аль-Оруби», в якому «Іст Бенгал» поступився з рахунком 0:1.

### «Стабек»
15 серпня 2014 року підписав 3-річний контракт з норвезьким «Стабеком». Дебютував за нову команду 18 січня 2015 року в переможному (4:1) товариському поєдинку проти представника другого дивізіону чемпіонату Норвегії «Фолло». Після декількох матчів у кубкових змаганнях, у тому числі й шлях у національному кубку 2016 року, наприкінці травня 2016 року дебютував у національному чемпіонаті проти «Старту», ставши першим індусом, який зіграв у вищому дивізіоні європейського футбольного чемпіонату.
30 червня 2016 року Сандху став першим індусом, який взяв участь у матчі Ліги Європи, вийшовши у стартовому складі першого матчу першого кваліфікаційного раунду Ліги Європи проти «Коннас-Кі Номадс» на Белле-В'ю в уельському місті Ріл. Сандху зіграв 30 хвилин, після чого його замінив Саюба Манде. У серпні 2017 року залишив «Стабек» та повернувся до Індії.

### «Бенгалуру»
У серпні 2017 року перейшов з норвезького «Стабека» до індійського «Бенгалуру» за невідому плату. Дебютував за нову команду в кубку АФК проти північнокорейського клубу «25 квітня», а в національному чемпіонаті вперше зіграв проти «Мумбаї Сіті», відстоявши у вище вказаному поєдинку «на нуль».
13 березня 2018 року продовжив контракт з клубом на 5 років, до травня 2023 року.

## Кар'єра в збірній

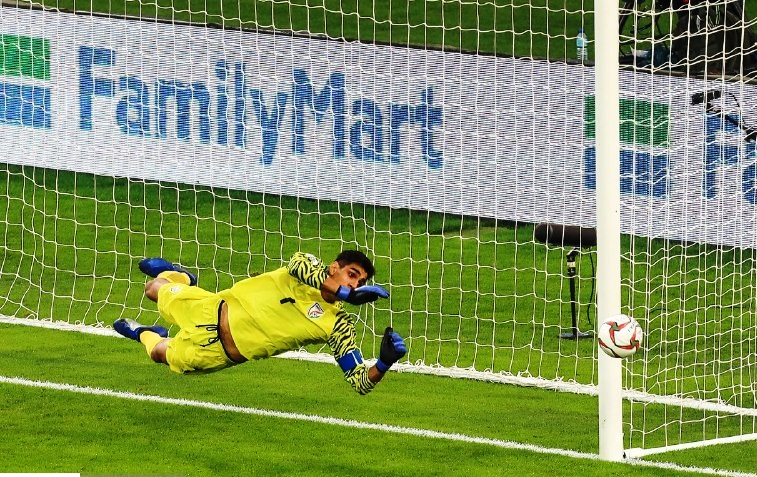
Гурпріт Сінгх Сандху на Кубку Азії 2019

5 листопада 2009 року дебютував за юнацьку збірну Індії (U-19) в кваліфікації юнацького чемпіонату Азії 2019 року проти однолітків з Іраку.
Вже незабаром його викликали до списку 23-х гравців до національної збірної Індії для участі в кубку Азії 2011 року. Дебютував за голвну команду країни в нічийному (1:1) поєдинку проти Туркменістану. Також викликався на двоматчеве протистояння кваліфікації чемпіонату світу зі збірною Непалу, але не зіграв у жодному з двох матчів. Натомість Гурпріт вийшов на поле в стартовому складі програного (0:3) матчу-відповіді кваліфікації чемпіонату світу 2018 року проти Ірану. Наступного разу зіграв за збірну 8 жовтня, в програному (0:1) матчі проти Туркменістану. 12 вересня 2015 року відіграв «на нуль» у переможному (1:0) поєдинку проти Гуаму. Також залишив ворота індусів «сухими» в переможному (2:0) поєдинку кубку Південної Азії 2015 проти Шрі-Ланки. У 2016 року був капітаном збірної Індії в поєдинку проти Пуерто-Рико, а наступного року відіграв важливу роль у захисті воріт збірної в поєдинку кваліфікації кубку Азії проти Киргизстану.

### Кваліфікація чемпіонату світу 2022 року
5 вересня 2019 року у першому матчі кваліфікації чемпіонату світу 2022 року проти Оману, провів 35-й матч за команду, в якому пропустив 2 м'ячі, а Індія поступилася з рахунком 1:2.
Але у 2-му матчі кваліфікації чемпіонат світу 2022 року Гурпріт був капітаном, оскільки Суніл Четрі не зіграв проти чемпіонів Кубку Азії 2019 року, збірної Катару. У тому матчі Сінгх відбив близько 20 ударів у виконанні катарських футболістів. Завдяки цим сейвам Індія відстояла почесну нічию, 0:0.

## Статистика виступів

### Клубна
Станом на 18 січня 2019
| Клуб                     | Сезон                   | Ліга                    | Ліга  | Ліга | Кубок | Кубок | Інші  | Інші | Континентальні | Континентальні | Загалом | Загалом |
| Клуб                     | Сезон                   | Дивізіон                | Матчі | Голи | Матчі | Голи  | Матчі | Голи | Матчі          | Голи           | Матчі   | Голи    |
| ------------------------ | ----------------------- | ----------------------- | ----- | ---- | ----- | ----- | ----- | ---- | -------------- | -------------- | ------- | ------- |
| «Іст Бенгал»             | 2009–10                 | І-Ліга                  | 5     | 0    | 0     | 0     | 0     | 0    | —              | —              | 5       | 0       |
| «Іст Бенгал»             | 2011–12                 | І-Ліга                  | 16    | 0    | 0     | 0     | 0     | 0    | 4              | 0              | 20      | 0       |
| «Іст Бенгал»             | 2012–13                 | І-Ліга                  | 14    | 0    | 0     | 0     | 0     | 0    | 7              | 0              | 21      | 0       |
| «Іст Бенгал»             | 2013–14                 | І-Ліга                  | 8     | 0    | 0     | 0     | 5     | 0    | 0              | 0              | 13      | 0       |
| «Іст Бенгал»             | Загалом за «Іст Бенгал» | Загалом за «Іст Бенгал» | 43    | 0    | 0     | 0     | 5     | 0    | 11             | 0              | 59      | 0       |
| «Паліан Ерроуз» (оренда) | 2010–11                 | І-Ліга                  | 0     | 0    | 0     | 0     | 0     | 0    | —              | —              | 0       | 0       |
| «Стабек»                 | 2014                    | Тіппеліга               | 0     | 0    | 0     | 0     | 0     | 0    | —              | —              | 0       | 0       |
| «Стабек»                 | 2015                    | Тіппеліга               | 0     | 0    | 1     | 0     | 0     | 0    | —              | —              | 1       | 0       |
| «Стабек»                 | 2016                    | Тіппеліга               | 1     | 0    | 4     | 0     | 0     | 0    | 1              | 0              | 6       | 0       |
| «Стабек»                 | 2017                    | Елітесеріен             | 2     | 0    | 2     | 0     | 0     | 0    | —              | —              | 4       | 0       |
| «Стабек»                 | Загалом за «Стабек»     | Загалом за «Стабек»     | 3     | 0    | 7     | 0     | 0     | 0    | 1              | 0              | 11      | 0       |
| «Бенгалуру»              | 2017–18                 | Індійська суперліга     | 19    | 0    | 4     | 0     | —     | —    | 4              | 0              | 27      | 0       |
| «Бенгалуру»              | 2018–19                 | Індійська суперліга     | 20    | 0    | 1     | 0     | 0     | 0    | 2              | 0              | 23      | 0       |
| «Бенгалуру»              | 2019–20                 | Індійська суперліга     | 19    | 0    | 0     | 0     | 0     | 0    | 0              | 0              | 19      | 0       |
| «Бенгалуру»              | Загалом за «Бенгалуру»  | Загалом за «Бенгалуру»  | 58    | 0    | 5     | 0     | 0     | 0    | 6              | 0              | 69      | 0       |
| Усього за кар'єру        | Усього за кар'єру       | Усього за кар'єру       | 104   | 0    | 12    | 0     | 5     | 0    | 18             | 0              | 139     | 0       |

### У збірній

#### По роках
Станом на 6 січня 2019
| Національна збірна | Рік     | Матчі | Голи |
| ------------------ | ------- | ----- | ---- |
| Індія              |         |       |      |
| 2011               | 1       | 0     |      |
| 2015               | 6       | 0     |      |
| 2016               | 6       | 0     |      |
| 2017               | 7       | 0     |      |
| 2018               | 7       | 0     |      |
| 2019               | 9       | 0     |      |
| Загалом            | Загалом | 36    | 0    |

#### По матчах
| Дата       | Місто            | Господарі    | Результат | Гості        | Турнір                                    | Голи | Примітки |
| ---------- | ---------------- | ------------ | --------- | ------------ | ----------------------------------------- | ---- | -------- |
| 25-3-2011  | Куала-Лумпур     | Туркменістан | 1 – 1     | Індія        | товариський матч                          | -    |          |
| 8-9-2015   | Бенгалуру        | Індія        | 0 – 3     | Іран         | Відбір до ЧС 2018                         | -3   |          |
| 8-10-2015  | Ашгабат          | Туркменістан | 2 – 1     | Індія        | Відбір до ЧС 2018                         | -2   |          |
| 13-10-2015 | Маскат           | Оман         | 3 – 0     | Індія        | Відбір до ЧС 2018                         | -3   |          |
| 12-11-2015 | Бенгалуру        | Індія        | 1 – 0     | Гуам         | Відбір до ЧС 2018                         | -    |          |
| 25-12-2015 | Тируванантапурам | Шрі-Ланка    | 0 – 2     | Індія        | товариський матч                          | -    |          |
| 31-12-2015 | Тируванантапурам | Індія        | 3 – 2     | Мальдіви     | товариський матч                          | -2   |          |
| 3-1-2016   | Тируванантапурам | Індія        | 2 – 1     | Афганістан   | товариський матч                          | -1   |          |
| 24-3-2016  | Тегеран          | Іран         | 4 – 0     | Індія        | Відбір до ЧС 2018                         | -4   |          |
| 29-3-2016  | Керала           | Індія        | 1 – 2     | Туркменістан | Відбір до ЧС 2018                         | -2   |          |
| 2-6-2016   | В'єнтьян         | Лаос         | 0 – 1     | Індія        | Відбір до Кубка Азії 2019                 | -    |          |
| 7-6-2016   | Ґувахаті         | Індія        | 6 – 1     | Лаос         | Відбір до Кубка Азії 2019                 | -1   |          |
| 3-9-2016   | Мумбаї           | Індія        | 4 – 1     | Пуерто-Рико  | товариський матч                          | -1   |          |
| 22-3-2017  | Пномпень         | Камбоджа     | 2 – 3     | Індія        | товариський матч                          | -2   |          |
| 28-3-2017  | Янгон            | М'янма       | 0 – 1     | Індія        | Відбір до Кубка Азії 2019                 | -    |          |
| 6-6-2017   | Мумбаї           | Індія        | 2 – 0     | Непал        | товариський матч                          | -    |          |
| 5-9-2017   | Тайпа            | Макао        | 0 – 2     | Індія        | Відбір до Кубка Азії 2019                 | -    |          |
| 13-10-2018 | Сучжоу           | КНР          | 0 – 0     | Індія        | товариський матч                          | -    |          |
| 17-11-2018 | Амман            | Індія        | 1 – 2     | Йорданія     | товариський матч                          | -2   | Кап.     |
| 27-12-2018 | Абу-Дабі         | Оман         | 0 – 0     | Індія        | товариський матч                          | -    |          |
| 06-01-2019 | Абу-Дабі         | Таїланд      | 1 – 4     | Індія        | Кубок Азії 2019 - 1º turno                | -1   | Кап.     |
| 10-01-2019 | Абу-Дабі         | Індія        | 0 – 2     | ОАЕ          | Кубок Азії 2019 - 1º turno                | -2   |          |
| 14-01-2019 | Шарджа (місто)   | Індія        | 0 – 1     | Бахрейн      | Кубок Азії 2019 - 1º turno                | -1   |          |
| 05-06-2019 | Бурірам          | Кюрасао      | 3 – 1     | Індія        | Кубок короля 2019 - півфінал              | -3   |          |
| 07-07-2019 | Ахмадабад        | Індія        | 2 – 4     | Таджикистан  | Міжконтинентальний кубок 2019 - 1-й раунд | -4   |          |
| 16-07-2019 | Ахмадабад        | Індія        | 1 – 1     | Сирія        | Міжконтинентальний кубок 2019 - 1-й раунд | -1   |          |
| 05-09-2019 | Ґувахаті         | Індія        | 1 – 2     | Оман         | Відбір до ЧС 2022                         | -2   |          |
| 10-09-2019 | Доха             | Катар        | 0 – 0     | Індія        | Відбір до ЧС 2022                         | -    | Кап. 22' |
| 15-10-2019 | Колката          | Індія        | 1 – 1     | Бангладеш    | Відбір до ЧС 2022                         | -1   |          |
| 14-11-2019 | Душанбе          | Афганістан   | 1 – 1     | Індія        | Відбір до ЧС 2022                         | -1   |          |
| 19-11-2019 | Маскат           | Оман         | 1 – 0     | Індія        | Відбір до ЧС 2022                         | -1   |          |
| Усього     |                  | Матчів       | 31        |              | Голів                                     | -40  |          |

## Особисте життя
Гурпріт також є шанувальником колишнього воротаря «Манчестер Юнайтед» Едвіна ван дер Сара та воротаря національної збірної Індії Субрати Пала. Він випускник коледжу DAV в Чандігарсі.

## Досягнення

### Клубні
«Іст Бенгал»
- Кубок Федерації
  -  Володар (1): 2012
- Суперкубок Індії
  -  Володар (1): 2011
- Щит ІФА
  -  Володар (1): 2012
- Футбольна ліга Колкати
  -  Чемпіон (3): 2011, 2012/13, 2013/14

«Бенгалуру»
- Індійська суперліга
  -  Чемпіон (1): 2018/19
- Супер Кубок
  -  Володар (1): 2018

### Збірні
- Переможець Чемпіонату Південної Азії: 2011, 2015, 2021

### Індивідуальні
- Премія «Арджуна»[23]: 2019
- Індійська суперліга
  - Золотий м'яч (2): 2018/19, 2019/20